# バット・マスターソン

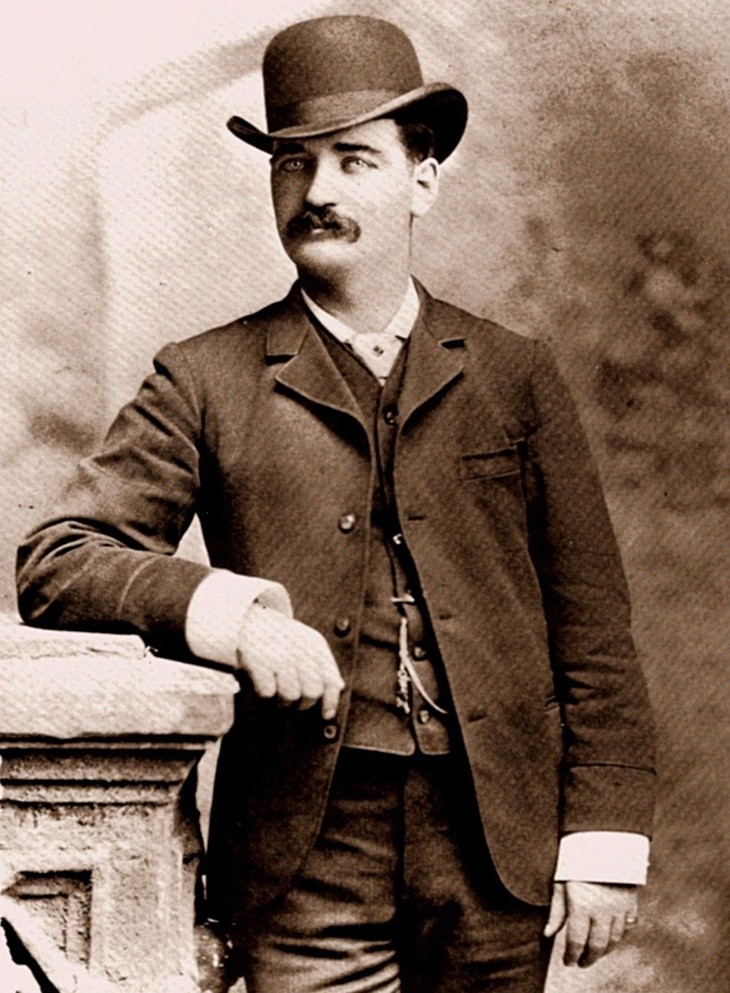
1879年撮影

“バット”ウィリアム・バークレイ・マスターソン（William Barclay "Bat" Masterson, 1856年11月24日 - 1921年10月25日）は、アメリカ西部開拓時代のガンマン、保安官、新聞記者。
東部で成長し農業に携わっていたが、バッファロー・ハンターになるため、兄弟のエドとジムを伴ってカンザスを去る。その後インディアンの情報に詳しいことから陸軍の斥候として働いた。
1877年、テキサス州で喧嘩で骨盤に銃弾を受けて杖をつくようになる。そのころワイアット・アープと知り合いアープの下で保安官代理に就任した。その後、1879年までカンザス州フォード郡の保安官をした。
保安官や賭博場経営で生計を立てながら各地を転々とし、1891年11月21日、女優のエマ・ウォルターズと結婚した。晩年、セオドア・ルーズベルト大統領から要請されてニューヨーク州連邦保安官助手やボクシングの興行にも携わった。
アメリカでは1958年10月から1961年6月までNBCがジーン・バリー主演の『バット・マスターソン』をテレビ放映、日本でもNETが放映した。